# Knebel Vig
Knebel Vig ist eine dänische Meeresbucht in der Ostsee. Sie bildet am Nordufer der Århusbucht eine fast vollständig geschlossene Bucht der Kalø Vig und liegt an der Küste der Landschaft Mols der Halbinsel Djursland. Sie ist benannt nach dem am Ufer liegenden Ort Knebel und dem dänischen Wort Vig für „kleine Bucht“.

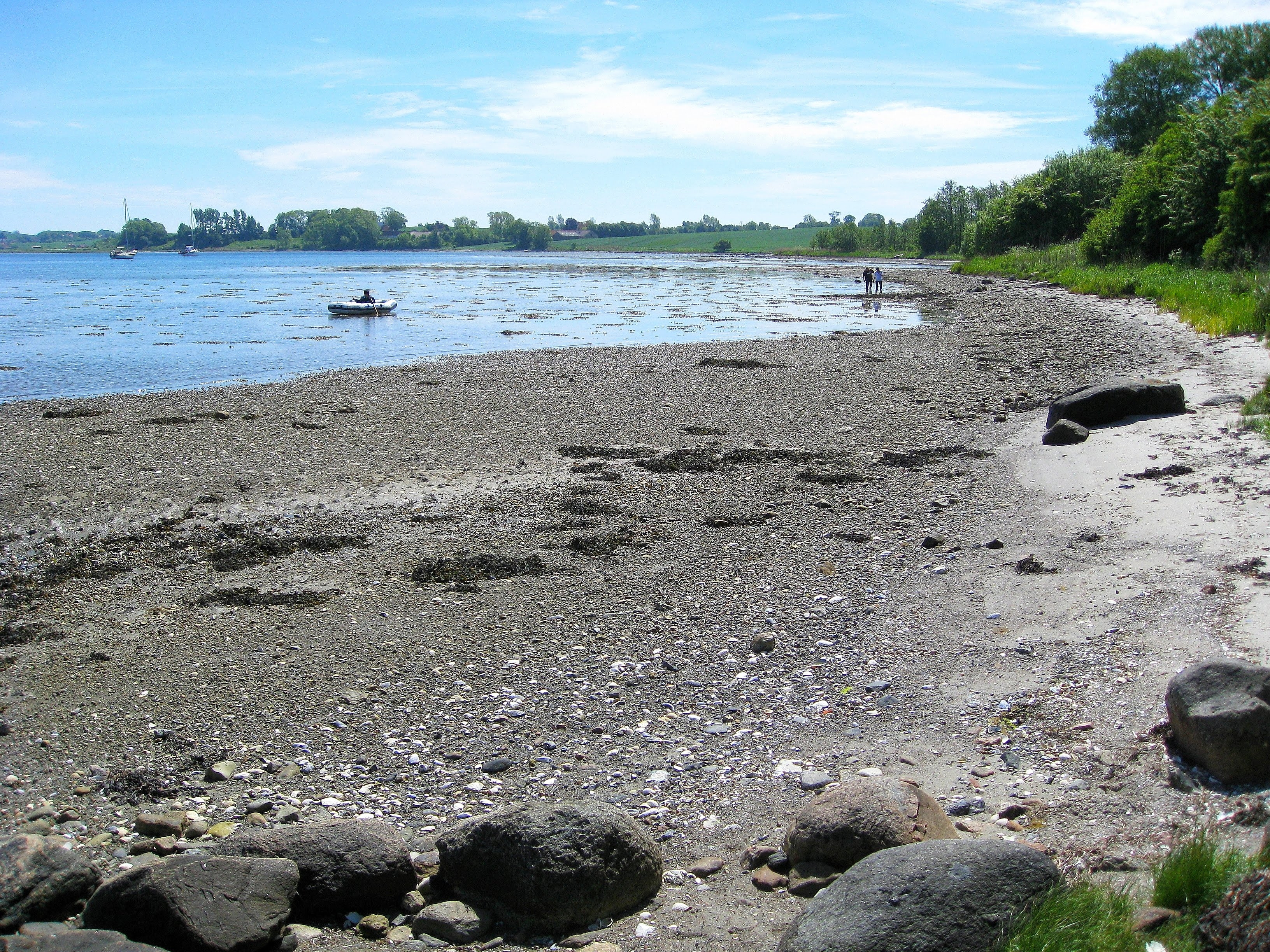
Knebel Vig, südöstliche Küste

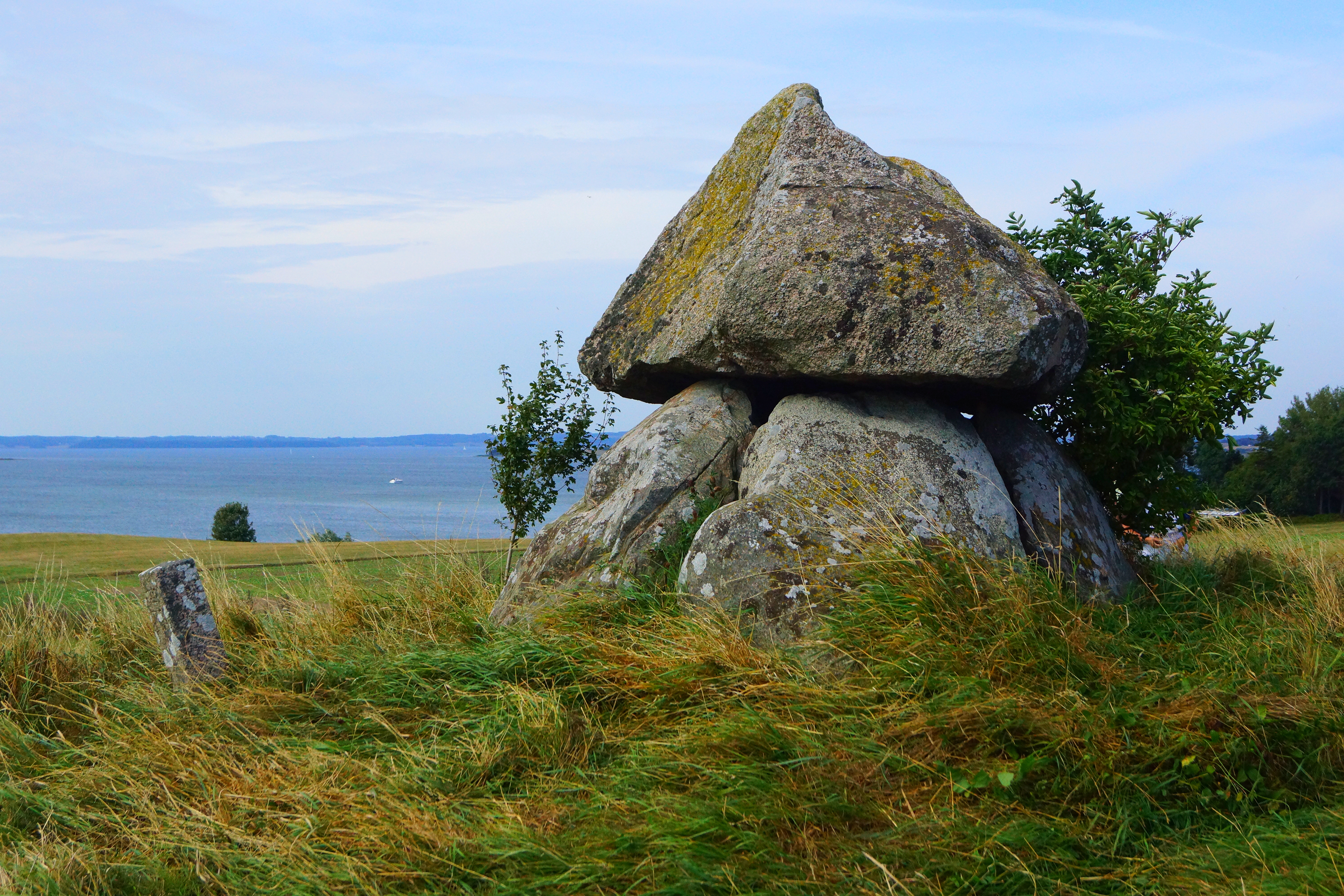
Dolmen von Torup Süd am Tothøjvej

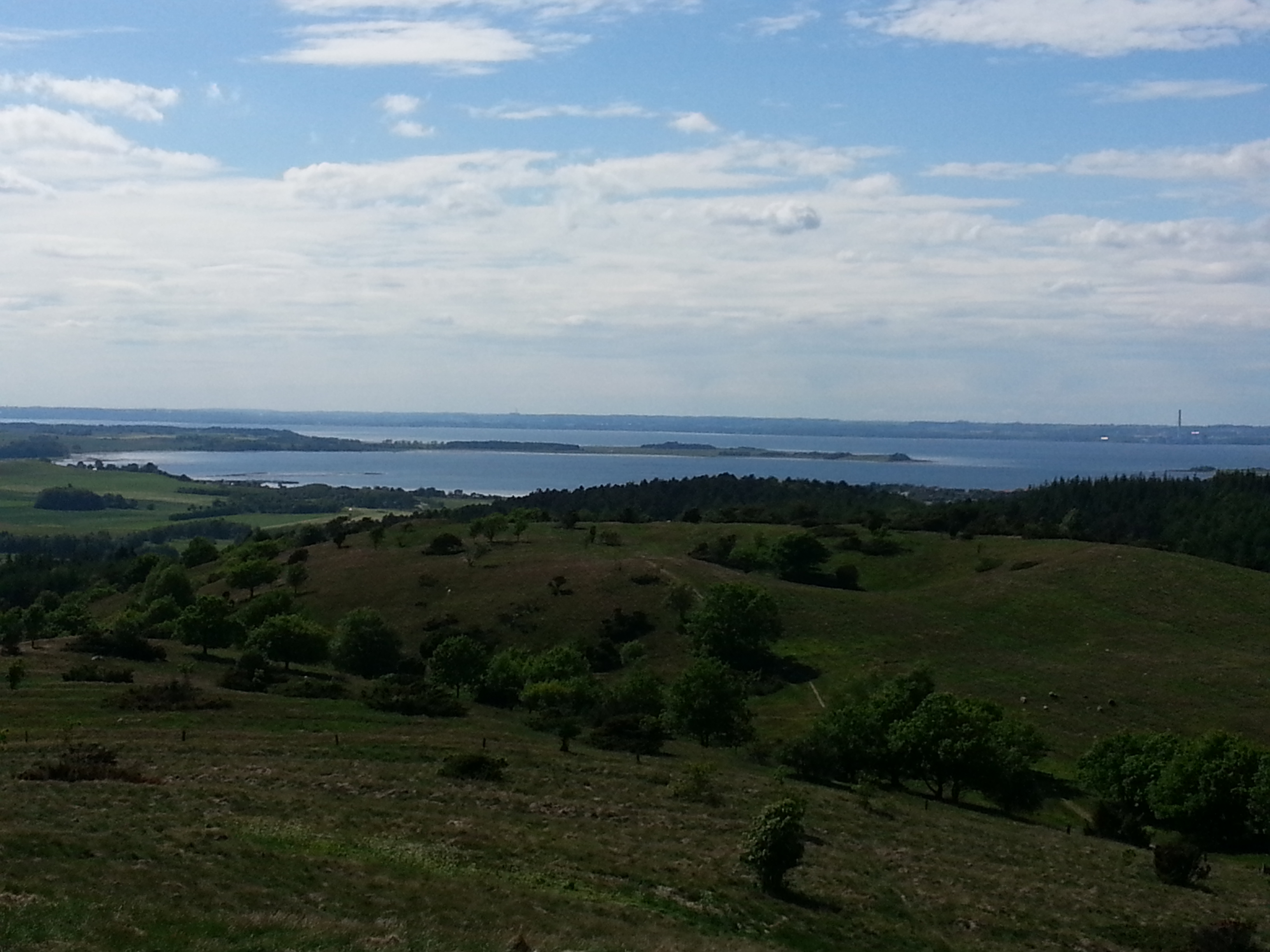
Knebel Vig aufgenommen von den Trehøje (2013)

Die Wassertiefe beträgt bis zu 14 Metern. Im Süden wird die Bucht durch die Halbinsel Skødshoved begrenzt. Im Süden der Bucht liegt der kleine Hafen Knebel Bro, im Osten Knebel sowie die Kirche von Knebel. Im Norden liegt das Herrenhaus Rolsøgård sowie die Kirche Rolsø Ødekirke.